# Spathius benefactor
Spathius benefactor är en stekelart som beskrevs av Matthews 1970. Spathius benefactor ingår i släktet Spathius och familjen bracksteklar. Inga underarter finns listade i Catalogue of Life.